# انولا (نبراسکا)
انولا (به انگلیسی: Enola) یک منطقهٔ مسکونی در ایالات متحده آمریکا است که در نبراسکا واقع شده‌است. انولا ۵۱۶٫۹۵ متر بالاتر از سطح دریا قرار دارد.